# يوم البردان
يوم البردان هو أحد أيام العرب التي تواجه فيها حجر بن عمرو الكندي و زياد بن الهبولة بن عمرو الغساني. 

## نبذة
ابتدأ الأمر بإغارة زياد بن الهبولة أحد ملوك العرب وكان من غسان الأزدية على حجر بن عمرو بن معاوية بن الحارث الكندي ملك نجد و أطراف العراق وهو المعروف بلقب آكل المرار وكان حينها حجر قد أغار في كندة وربيعة على إقليم البحرين, فبلغ زيادًا خبرهم فانطلق نحو أهل حجر و ربيعة وهم خلوف فأخذ أموالهم و ذرياتهم مستغلًا غياب رجال كنده وسبى فيهم هندًا بنت ظالم بن وهب بن الحارث بن معاوية.
عندما سمع حجر بإغارة زياد عاد لليمامة في طلب ابن الهبولة ومع حجر أشراف ربيعة مثل عوف بن محلم بن ذهل بن شيبان و عمرو بن أبي ربيعة بن ذهل بن شيبان، ثم أدركوا عَمرًا بالبردان دون عين أُباغ وقد أمن الطلب، فنزل حجر في سفح جبل و نزلت بكر و تغلب و كندة مع حجر دون الجبل بالصحصحان على ماءٍ يقال له حفير. فتعجل عوف بن محلم و عمرو بن أبي ربيعة بن ذهل بن شيبان وقالا لحجر: إنا متعجلان إلى زياد فساراإليه وكان بينه وبين عوف إخاء فدخل عليه وقال: ياخير الفتيان اردد علي امرأتي أمامة فردها عليه. 
ثم إن عمرو بن أبي ربيعة قال لزياد: يا خير الفتيان اردد علي ما أخذت من إبلي فردها عليه.
ثم تلاقى حجر و زياد اقتتلوا قتالًا شديدًا فانهزم زياد و استنقذت بكر وكندة ما بأيديهم من الغنائم والأنعام وتم أسر زياد، ثم قتله عمرو بن أبي ربيعة فغضب سدوس وقال: قتلت أسيري و ديته دية ملك، فحكم بينهما حجر على عمرو و قومه لسدوس بدية ملك و أعانهم من ماله.